# 安托万-让·格罗
安托万-让·格罗（法語：Antoine-Jean Gros，法語發音：[ɑ̃twan ʒɑ̃ gʁo]；1771年3月16日—1835年6月25日），法国新古典主义画家。

## 早年
格罗出生于巴黎，他的父亲是一位微型画画家，从他6岁起就教他绘画。1785年，根据他自己的选择，进了大卫特的画室，他不倦地努力学习，同时还在马萨琳学院听课。
1791年他父亲去世，1792年他争取大奖没有得到，但经美术学院的推荐，他获得为国民大会的成员画像的差使，1793年，由于法国大革命造成国内局势动荡，他前往意大利，在热那亚，他得到订单，画了多幅微型画，其中曾经访问过佛罗伦萨，在热那亚他认识了約瑟菲娜·德博阿爾內，并随她去米兰，被她的丈夫拿破崙所接纳。

## 作品
1796年11月15日，格罗随拿破崙的军队到达阿尔科拉（Arcola），他画出拿破崙将三色旗插到桥头的景象，拿破崙立即任命他为随军督察，1797年指定他负责在拿破崙抢劫的艺术品中筛选可以充实卢浮宫的藏品。1799年，他从被包围的热那亚逃出，回到巴黎，1802年他的画稿《拿撒乐战役》获奖，但并没有继续完成，据说是由于场面中的主要人物是朱诺元帅，引起拿破崙嫉妒。但拿破崙指定格罗为他绘制他自己视察贾法的黑死病院的画作《波拿巴视察雅法的黑死病人》，1806年格罗创作《阿布克战役》，1808年创作《拿破崙在埃勞的戰場上》（对付普-俄联军的战役），这三幅作品颂扬了拿破崙面对鼠疫病毫无惧色，对艰难取得的胜利中的战士伤亡感到痛心，奠定了他的首席画家的地位。
1804年，在沙龙画展中展出了他的《拿破崙视察贾法的黑死病人》，描画当拿破崙在埃及失败后，在以色列的贾法他的士兵们患上鼠疫，拿破崙前往视察，画面显示出拿破崙的气概和异国的风情背景，要比格罗同时代的画家们的作品更能打动人们的情绪。
1810年，他创作了《马德里》和《拿破崙在金字塔》时，他的创作水平已经开始下降，由于当时法国持续不断地对外战争，格罗也受到这种情绪的感染，他热心于描绘战争场面，但技法上局限于他所受到的古典主义风格教育中，在色彩和色调方面没有充分发挥他的天才。从1811年到1824年他为圣洁娜维耶教堂作的天顶画是他最后一次显示他的活力和才华的地方，以后他的作品只是重复古典主义的技法和题材，受到不断地批评和指责。

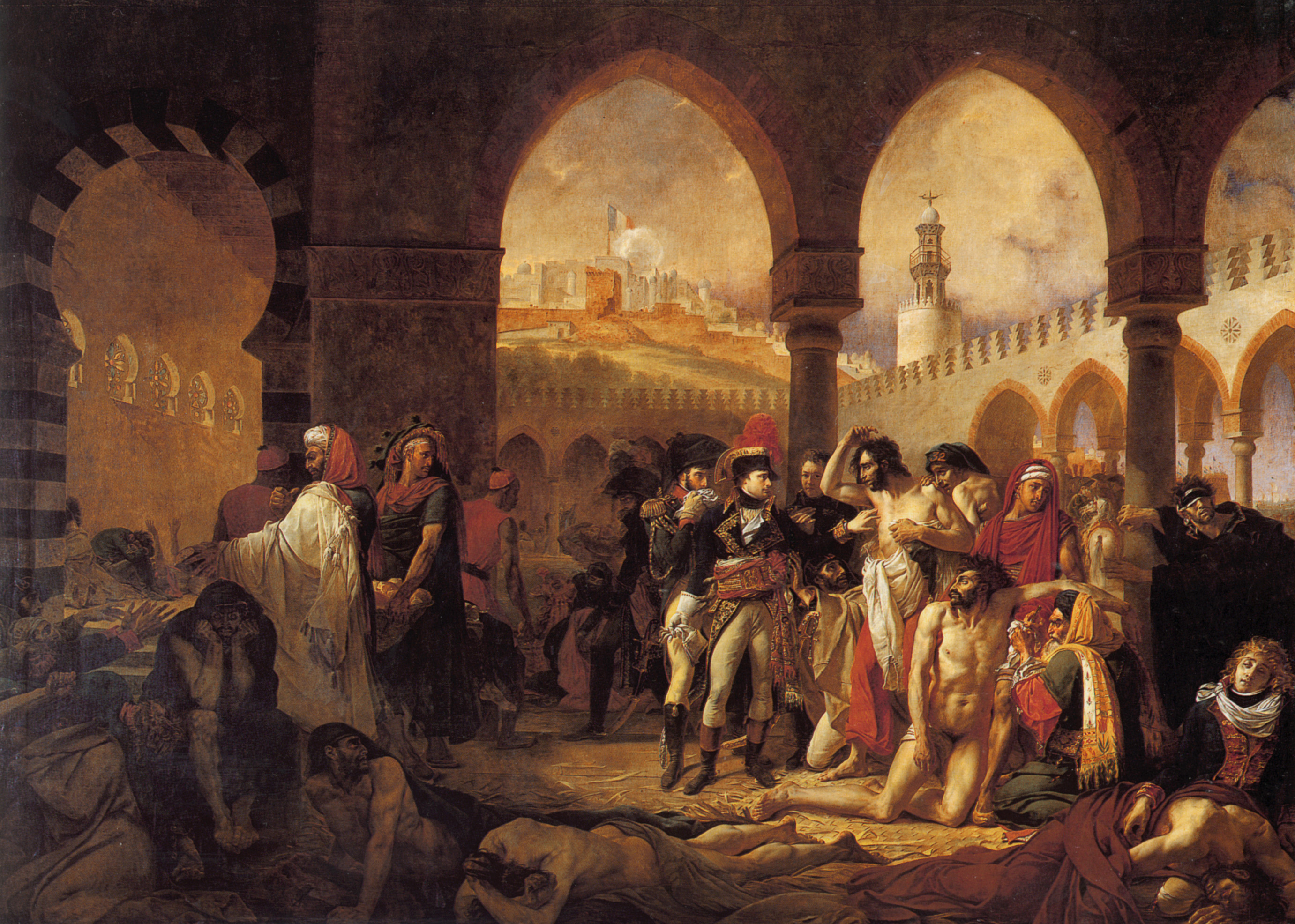
波拿巴视察雅法的黑死病人
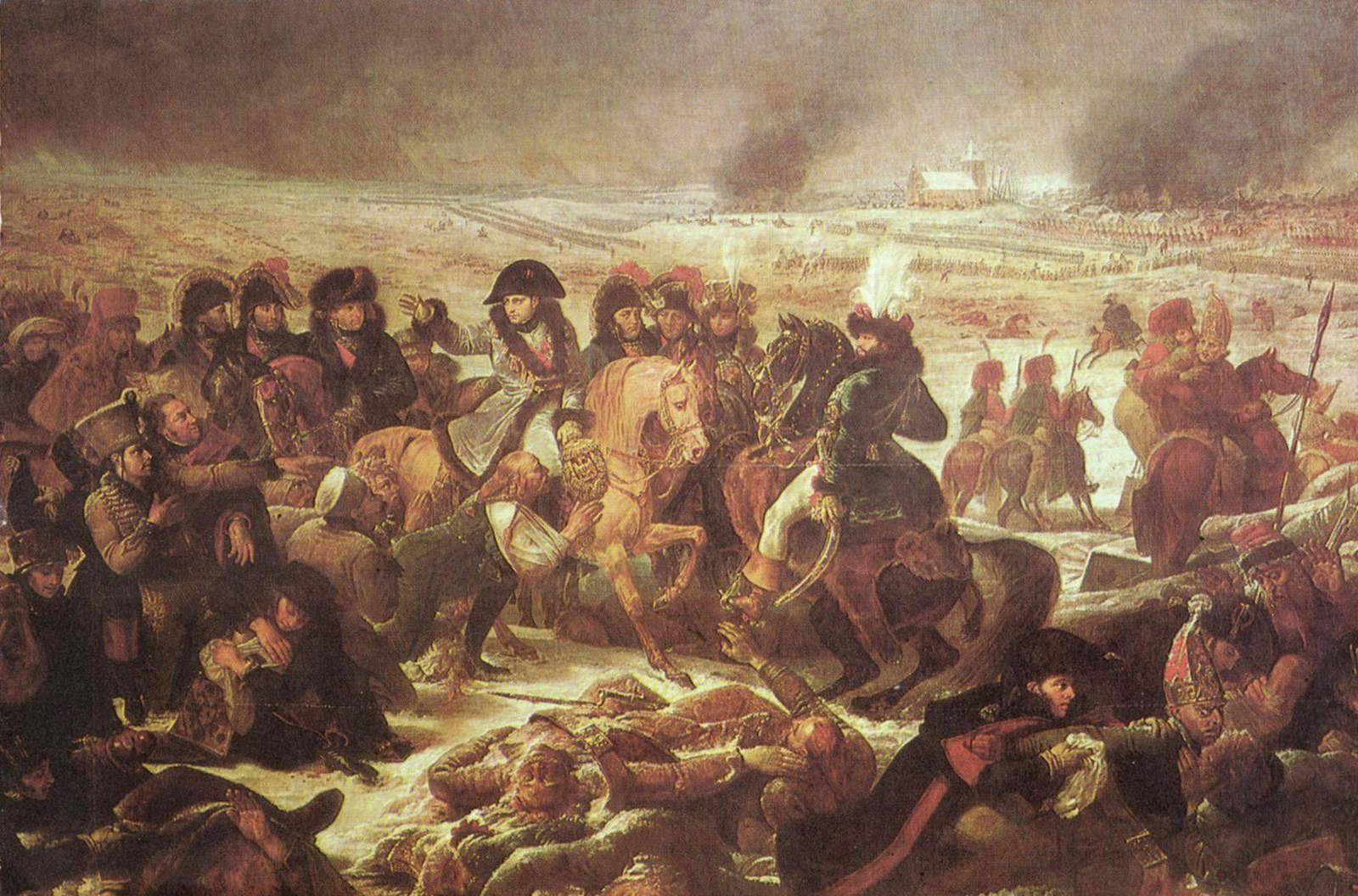
拿破崙在埃勞的戰場上
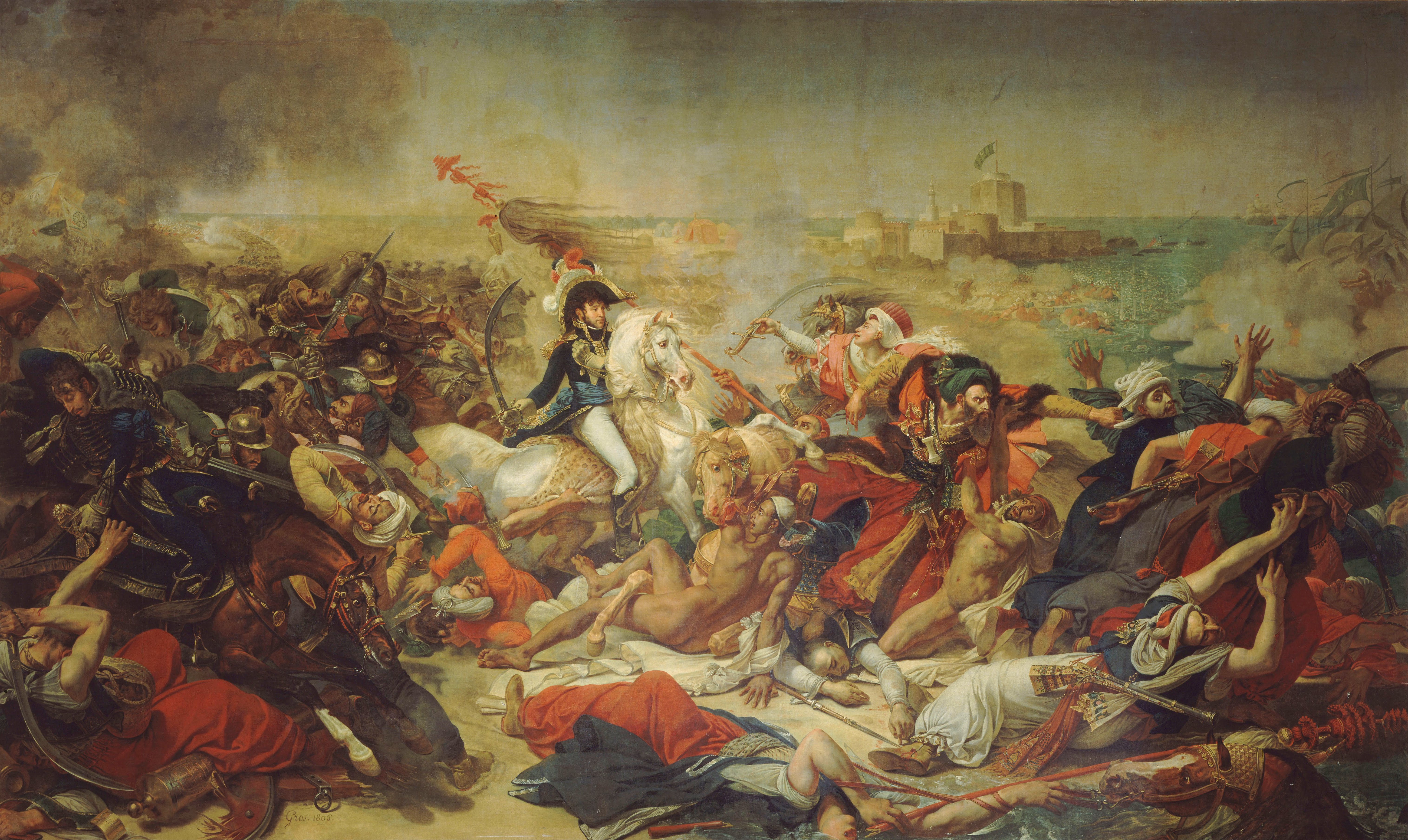
阿布克战役
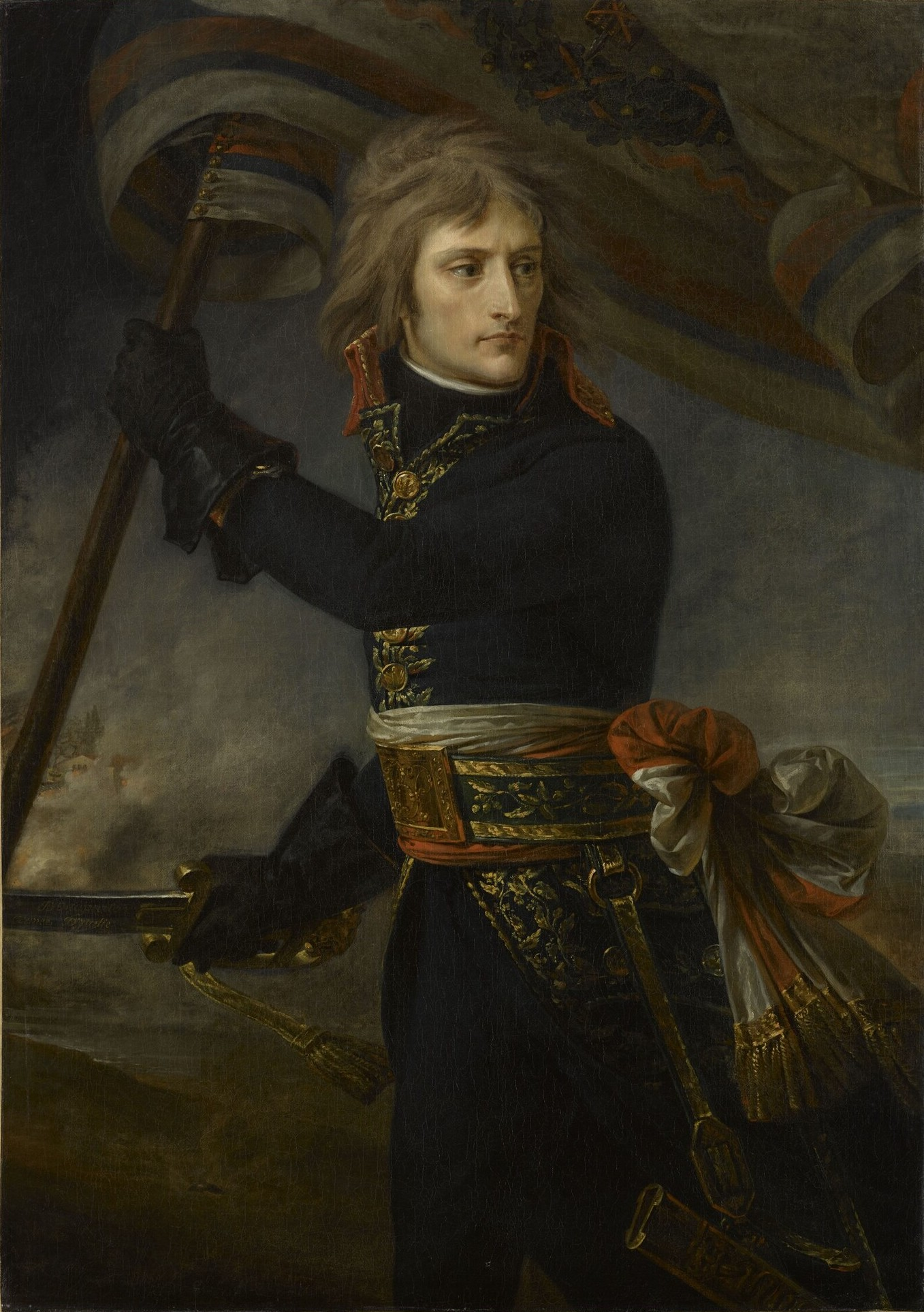
阿爾科萊橋上的波拿巴

## 逝世
1835年6月25日他被发现死在塞纳河中，人们从他帽子中发现一张纸条，写着“厌倦生活，辜负最终的才华，他决定结束这一切”。很可能是自杀。
当1815年賈克-路易·大衛离开巴黎后，格罗的学生增加的相当快，在1808年展出《埃劳战役》，拿破崙授予他法国荣誉军团勋章。波旁王朝复辟后，格罗被选为法兰西学院成员，并被任命为美术学院教授和圣米歇尔级的骑士。1824年，路易十世授予其男爵爵位。